# M-Hero 917
M-Hero 917 (кит.: 猛士917; піньїнь: Mengshi 917) — повнорозмірний позашляховик люкс-класу, що виробляється компанією Dongfeng Motor Corporation під брендом M-Hero.

## Опис

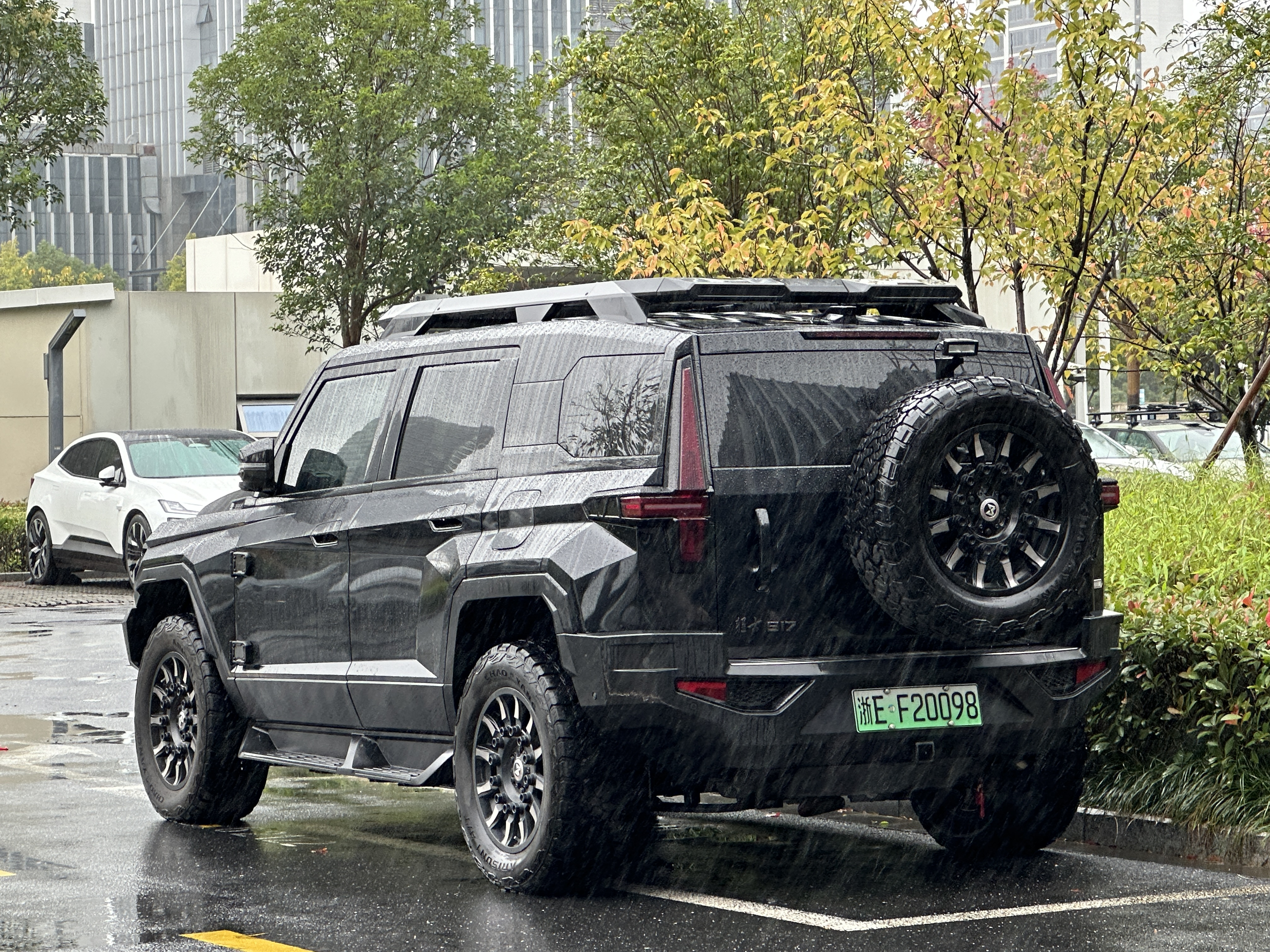

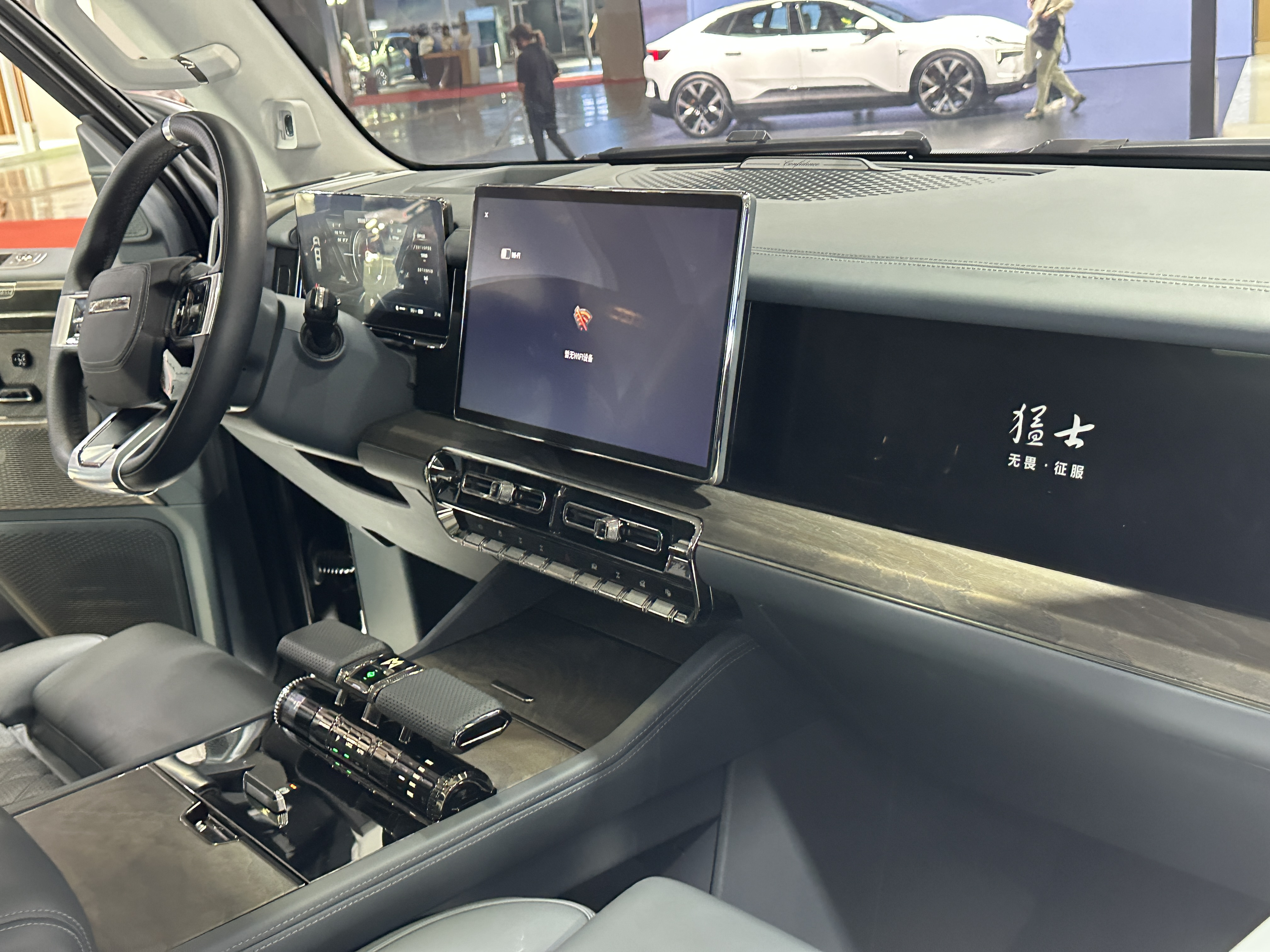

Попередній перегляд моделі 917 відбувся завдяки концептуальному позашляховику Mengshi M-Terrain EV. Прототип був представлений у серпні 2022 року під час запуску незалежного бренду M-Hero,  а серійний 917 був представлений у січні 2023 року.  
Виробництво розпочалося 5 квітня, а автомобіль був запущений для китайського ринку 25 серпня 2023 року.

## Специфікації
917 випускається у двох версіях: BEV та EREV. Версія BEV оснащена чотирма електродвигунами з ємністю акумулятора 142,7 кВт⋅год, а її максимальний запас ходу сягає 505 км. Чотири двигуни приводять у рух кожне з чотирьох коліс, які виробляють 197 кВт (264 к.с.) відповідно, що дає загальну потужність 797 кВт (1069 к.с.).
Версія EREV має 1,5-літровий рядний чотирициліндровий бензиновий двигун з турбонаддувом як генератор потужністю 145 кВт (194 к.с.), який живить три двигуни (один на передній осі та два на задній осі), що забезпечує сумарну вихідну потужність 600 кВт (805 к.с.).  Ємність акумулятора версії EREV становить 66 кВт·год, що дозволяє автомобілю проїхати 200 км виключно на електротязі.

## Продажі
| Рік  | Китай    | Китай   | Китай  |
| Рік  | 917 EREV | 917 BEV | всього |
| ---- | -------- | ------- | ------ |
| 2023 | 520      | 49      | 569    |
| 2024 | 1,130    | 31      | 1,161  |